# Kukórevo
Kukórevo (búlgaro: Куко̀рево) es un pueblo de Bulgaria perteneciente al municipio de Tundzha de la provincia de Yámbol.
Se ubica unos 4 km al sur de Yámbol, en la salida de dicha ciudad hacia la carretera 7 que lleva a Élhovo.

## Demografía
En 2011 es la localidad más poblada de su municipio con una población de 1550 habitantes, el 87,41% búlgaros y el 8,32% gitanos.
En anteriores censos su población ha sido la siguiente:
- 1934: 1046 habitantes
- 1946: 1216 habitantes
- 1956: 1157 habitantes
- 1965: 1270 habitantes
- 1975: 1600 habitantes
- 1985: 1828 habitantes
- 1992: 1807 habitantes
- 2001: 1775 habitantes
- 2006: 1717 habitantes